# Драгослав Михаїлович
Драгослав Михаїлович (серб. Драгослав Михајловић; 17 листопада 1930, Чупрія, Поморавський округ, Сербія — 12 березня 2023, Белград) — політв'язень, дисидент, сербський письменник, сценарист, драматург, лауреат численних літературних премій, член Сербської академії наук і мистецтв. Його оповідання перекладені багатьма мовами світу і ввійшли до двадцяти чотирьох антологій і збірок у Сербії та за кордоном.

## Біографічні відомості
Драгослав Михаїлович народився 1930 року в місті Чупрія. Любов до творчості у Драгослава виникла в початковій школі. У віці восьми років він прочитав книгу Хью Лофтінга «Тварини доктора Дулітла», яка вийшла в популярному видавництві для дітей та юнацтва «Золота книга». Вже тоді він вирішив стати письменником.
Коли Михаїловичу виповнилося двадцять років, він написав оповідання під назвою «Миша». Пізніше він відіслав його до редакції «Літопису Матиці сербської». Однак близько шести місяців він не отримував відповіді, допоки особисто не звернувся до відомого тоді літературного критика, одного з членів редколегії Літописа, Борислава Міхіза. Через декілька днів він отримав від нього відповідь, що його твір буде опублікован. У 1959-му році повідання «Миша» з'явилося в літературному Літописі, але тільки під назвою «Гість».
Після закінчення Другої світової війни вступив до Белградського університету на факультет філософії. Через декілька рокі був заарештований «з політичних причин», та з 1950-го по 1952-й рік відбував покарання у в'язницях Чупрія, Крагуєваця, Белграда. Закінчив університет в 1957-му році, але не зміг знайти постійну роботу і часто міняв місце роботи. За роки діяльності написав чимало оповідань, повістей та романів. Його твори перекладені англійською, японською, польською, російською, українською, чеською та іншими мовами світу.
У 2008-му році Драгослав Михаїлович відвідав Україну, зокрема Київ, де в книгарні «Є» відбулася презентація його роману «Коли цвіли гарбузи».
Одружений. Має сина Міленка — художника і карикатуриста, та дочку Міліцу — акторку. Нині живе і працює в Белграді.
Помер 12 березня 2023 року.
| - збірка оповідань «Фреде, на добраніч» (1967); - збірка оповідань «Схопи зірку, що падає» (1983); - збірка оповідань «Полювання на блощиць» (1993); - збірка оповідань «Безплідна осінь» (2000); - прозовий цикл «Вінок Петрії» (1975); - роман «Коли цвіли гарбузи» (1968); - роман «Люди в чоботях» (1983); - роман «Горить Морава» (1994); - роман «Злочинці» (1997); - роман «Третя весна» (2002); - збірка драм «Втаємничення у роботу» (1983); - сценарій «В'єтнамці» (1990); - документально-публіцистична книга «Голий острів». | - Ліліка (1970); - Мандрівник (1973); - Туди і назад (1978); - Живопис і транспорт кузова «Застава» (1978); - Вінок Петрії (1980); - Фреде, на добраніч (1981) - Введення в роботу (2007); - Чизмаши (2015). | - Премія «Жовтня» (1967); - Премія імені Іво Андрича (1976); - Премія «Золота арена» (1978); - Премія журналу НІН (1983); - Премія імені Борисава Станкович (1994); - Премія фонда Вука (1994); |